# Якубув (Мінський повіт)
Якубув (пол. Jakubów) — село в Польщі, у гміні Якубув Мінського повіту Мазовецького воєводства.
Населення — 608 осіб (2011).
У 1975-1998 роках село належало до Седлецького воєводства.

## Демографія
Демографічна структура станом на 31 березня 2011 року:
|          | Загалом | Допрацездатний вік | Працездатний вік | Постпрацездатний вік |
| -------- | ------- | ------------------ | ---------------- | -------------------- |
| Чоловіки | 295     | 72                 | 202              | 21                   |
| Жінки    | 313     | 75                 | 183              | 55                   |
| Разом    | 608     | 147                | 385              | 76                   |